# Języki pahoturi
Języki pahoturi – rodzina języków papuaskich używanych w Prowincji Zachodniej w Papui-Nowej Gwinei, skoncentrowanych na okolicy rzeki Pahoturi. Obejmuje dwa języki: agob i idi.